# Cultura da União Europeia

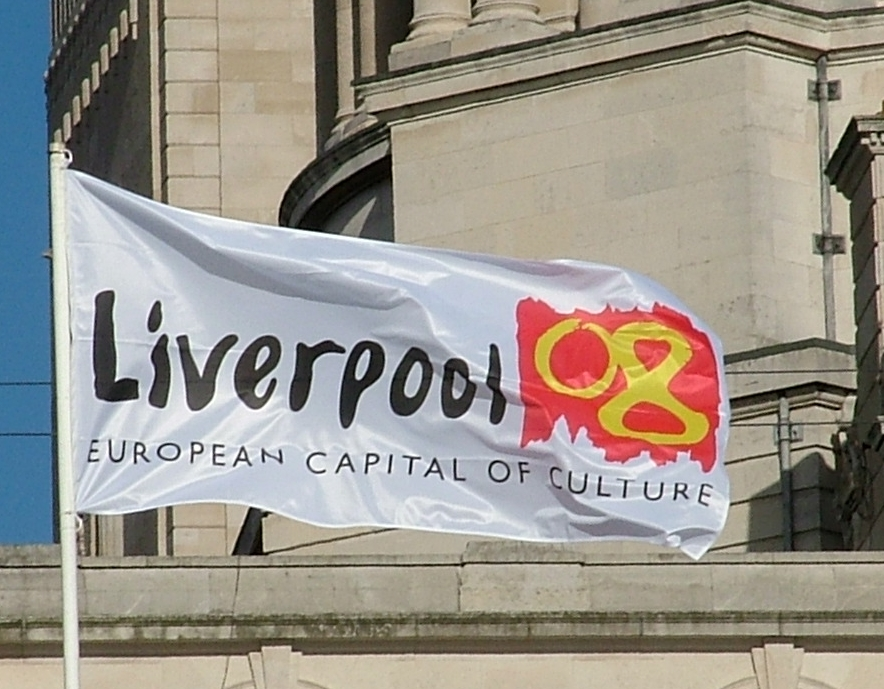
Liverpool: Capital Europeia da Cultura em 2008 (Bandeira).

Para a cultura, a Comissão Europeia tem um comissário que agrupa a educação, a formação, a cultura e a juventude, mas não o multilinguismo.
Os programas educacionais europeus mais importantes são o Comenius, nas escolas, Leonardo da Vinci, para a formação profissional, o Erasmus, para o ensino universitário, e o Grundvig, para o ensino de adultos.
O programa eLearning promove a integração efectiva das Tecnologias da Informação e da Comunicação (TIC) nos sistemas de educação e formação da União Europeia. A linha mais importante deste programa é o eTwinning, uma iniciativa que oferece às instituições escolares, um portal na Internet com ferramentas e apoio para facilitar a realização de projectos na geminação entre instituições de países diferentes. A geminação do eTwinning permitir que professores de todas as disciplinas desenvolvam projectos educativos conjuntos, partilhar experiências e recursos pedagógicos e de introduzir uma dimensão europeia na sala de aula. Os alunos têm a oportunidade de aprender com os seus pares de outros países, a prática de línguas estrangeiras e o desenvolvimento de competências relacionadas com as TIC.
Em 1995, a Comissão Europeia publicou o Livro Branco sobre a educação e a formação. É amplamente explicado a importância dos cidadãos europeus em receberem formação ao longo da vida, que é conhecido como aprendizagem ao longo da vida. O objectivo é manter a competitividade e a luta contra a exclusão social.
A recolha destas ideias, em 2000, possibilitou a realização do Memorando sobre Aprendizagem ao Longo da Vida, documento de trabalho dos serviços da Comissão Europeia, que convoca um debate europeu para perceber a aprendizagem ao longo da vida, tanto a nível individual como institucional. No final da nota, levantou seis ideias-chave para considerar essa estratégia, para assim garantir o acesso universal à aprendizagem contínua e para a obtenção e renovação das competências dos cidadãos, aumentar o investimento em recursos humanos, criar métodos eficazes para a aprendizagem ao longo da vida, valorizando a aprendizagem não formal e informal, aconselhar e informar sobre as oportunidades de aprendizagem ao longo da vida e oferecer essas oportunidades.
Mesmo assim, existem grandes diferenças no plano cultural, social e moral entre os países desenvolvidos e potenciais da União em relação aos menos desenvolvidos, e mesmo alguns países ricos, têm fracos padrões profissionais e contraproducentes em relação aos regimes da União Europeia.
A União Europeia sempre foi conhecida como uma das mais prestigiadas zonas educativas e é famosa pelos seus projetos e pela sua grande evolução e experiência e, mesmo que tenha défices em algumas das suas características, dedica grande esforço de coesão económica e social para que estes pontos fracos sejam abolidos, em especial nos países que recentemente aderiram à União.
Nos últimos anos, o chamado Processo de Bolonha, um acordo intergovernamental europeu, visa criar um Espaço Europeu de Ensino Superior, a fim de facilitar a mobilidade dos estudantes nos Estados-membros do acordo.

## Multilinguismo
A União Europeia tem, em todas as suas instituições, 23 línguas oficiais e de trabalho. No entanto, a Comissão Europeia, por exemplo, o Colégio de Comissários negoceia com base em documentos apresentados em inglês, francês e alemão.
Os Estados-membros estão a ser utilizados, para além das identificadas 23 línguas, dezenas de idiomas, co-oficiais apenas em uma parte do território ou não oficiais. Uma das principais políticas da UE é promover a aprendizagem de todos os cidadãos de pelo menos duas línguas além da sua língua materna. O objectivo é não só facilitar a comunicação entre os cidadãos, mas também incentivar outras pessoas em direcção a uma maior tolerância e respeito pela diversidade cultural e linguística da União Europeia.
Vários programas de cooperação promovem a aprendizagem de línguas e a diversidade linguística através, por exemplo, de intercâmbios escolares, desenvolvimento de novos métodos, ou bolsas de estudo para professores de línguas. De alguma forma, o seu lema é "Unidos na diversidade" (em latim: "In varietate concordia").